# ایالت نیل شرقی
ایالت نیل شرقی (به لاتین: Eastern Nile State) یک منطقهٔ مسکونی در سودان جنوبی است که در مالاکال واقع شده‌است. ایالت نیل شرقی ۷۴۶٬۷۱۰ نفر جمعیت دارد.